# Vahlhausen (Detmold)
Vahlhausen este o localitate care este situată la 4 km de orașul Detmold, de care aparține, Nordrhein-Westfalen, Germania. Localități vecine sunt: Niederschönhagen, Diestelbruch, Detmold-Nord, Hakedahl, Mosebeck si Remmighausen.